# Epidendrum embreei
Epidendrum embreei es una especie de orquídea epífita o terrestre del género Epidendrum. 

## Descripción
Es una orquídea  de tamaño medio, que prefiere el clima cálido. Tiene un hábito terrestre o epifitacon  un corto rizoma y tallos en forma de cañas, erectos a decumbentes envueltos por vainas tubulares dísticas, con hojas membranosas, estrechamente elípticas, acuminadas. Florece en cualquier época del año en una inflorescencia terminal, paniculada, de 20 cm de largo, con brácteas triangulares, acuminadas, la inflorescencia está subtendida por una estrecha y alargado bráctea y cada flor tiene una bráctea floral estrechamente triangular.

## Distribución y hábitat
Se encuentra en el Ecuador en los bosques montanos subtropicales a una altitud de alrededor de 2000 a 2800 metros, en taludes empinados.

## Taxonomía
Epidendrum embreei fue descrita por Calaway H. Dodson  y publicado en Icones Plantarum Tropicarum 5: t. 426. 1982.
Etimología
Ver: Epidendrum
embreei: epíteto otorgado en honor de Embre un recolector de orquídeas americano.